# 太原高新技术产业开发区
太原高新技术产业开发区，是山西省太原市南部一个以高科技产业为主导的开发区，辖区为小店区的一个类似乡级单位。

## 地理位置
太原高新技术产业开发区位于太原市南部，与山西大学等多所高等学府和中科院山西煤化所、中国辐射研究院等科研院所相邻，距太原市中心约12公里，108国道，大运高速公路，太长高速公路等，到太原武宿国际机场只需几分钟车程。

## 历史
开发区始建于1991年7月，1992年国务院批准为国家级高新技术产业开发区。高新开发区由新建区和政策区两部分组成，其中新建区位于太原市小店区，规划面积8平方公里，初步形成了以电子装备与信息产业园、新材料园、E—制造园、数码港为载体，以电子信息与光机电一体化、新材料新能源、生物医药、环保节能等为代表的富有特色的高新技术产业格局。2013年，太原市政府在汾东新区开工兴建物联网园区，2014年进一步拓展启动“太原高新区阳曲新能源新材料产业园”、“太原高新区迎泽电子商务仓储物流园”、“太原高新区清徐工业产业园”。2015年，高新开发区的“一区多园”建设进一步推进，新启动了姚村产业园。2020年8月3日，晋祠路姚村段道路改造工程前期征拆工作加速推进，该路段将南延2.7公里。

## 行政区划
北街街道下辖以下地区：
高新开发区虚拟社区。